# Bondorf (Badenia-Wirtembergia)
 Bondorf  – miejscowość i gmina w Niemczech, w kraju związkowym Badenia-Wirtembergia, w rejencji Stuttgart, w regionie Stuttgart, w powiecie Böblingen, wchodzi w skład związku gmin Oberes Gäu. Leży ok. 25 km na południowy zachód od Böblingen, przy linii kolejowej InterCity Stuttgart–Singen (Hohentwiel) i autostradzie A81.